# 訖解尼師今
訖解尼師今（きっかい にしきん、生年不詳 - 356年）は、新羅の第16代の王（在位:310年 - 356年）であり、姓は昔氏。第10代奈解尼師今の孫であり、父は昔于老、母は第11代助賁尼師今の娘の命元夫人。先代の基臨尼師今が310年6月に薨去したときに嗣子がなかったため、群臣が訖解を推挙して王につけた。『三国遺事』王暦では乞解尼叱今と記される。

## 治世
312年、倭国王から王子の通婚のための使者を送ってきたが、阿飡（6等官）の急利の娘を嫁として送った。この後、344年にも倭国は使者を送って通婚を求めてきたが、今度は娘は嫁に行ったとして断った。このため、翌345年には倭国は国書を送ってきて国交が途絶え、346年には倭国は風島を襲撃し、さらに進撃して首都金城を包囲攻撃した。訖解尼師今は出撃しようとしたが、伊伐飡の康正の進言によって倭軍の疲弊するのを待ち、食料が尽きて退却しようとした倭軍を追撃して敗走させた。
この間、337年2月には百済に使者を送って国交を開こうとしている。
内政面では、日照りが続いたことを受けて、灌漑のために330年に岸の長さが千八百歩にもなる碧骨池を築いた。
在位47年にして356年4月薨去した。埋葬地は伝わらない。子がなかったために王位は金氏に移り、訖解尼師今は昔氏王統の最後の王となった。